# ASM-N-2 Bat
L'ASM-N-2 Bat est une bombe planante guidée par radar de la marine américaine, utilisée au combat à partir d'avril 1944 pendant la Seconde Guerre mondiale. Elle est développée et supervisée par une unité au sein du National Bureau of Standards (unité qui devint plus tard une partie du Army Research Laboratory) avec l'aide du Bureau of Ordnance de la marine, du Massachusetts Institute of Technology et des Bell Telephone Laboratories. L'arme est considérée comme le premier missile guidé américain entièrement automatisé et opérationnel.

## Contexte
En janvier 1941, le RCA propose une nouvelle arme anti-navire téléguidée, appelée Dragon, pour laquelle un opérateur utiliserait l'image télévisée envoyée par le nez de l'arme et actionnerait les commandes aérodynamiques pendant la chute de celle-ci. Le National Institute of Standards and Technology (NBS) fournit la cellule à utiliser avec une bombe standard, de conception similaire utilisée pour le programme d'armes Project Pigeon antérieur et avorté. Le Pelican était une modification de juin 1942 utilisant un guidage radar semi-actif. Au milieu de 1943, une modification de la conception est proposée pour utiliser un nouveau système de guidage radar actif de Western Electric avec une bombe à fragmentation de 907 kg, la même unité de munitions de base « AN-M66 » que celle utilisée pour la version plus lourde de l'USAAF VB-2 des munitions radiocommandées Azon. Cette version Pelican entre en test à l'été 1944 à la Naval Air Station de New York, où elle toucha son navire cible en deux largages sur quatre.

## Développement

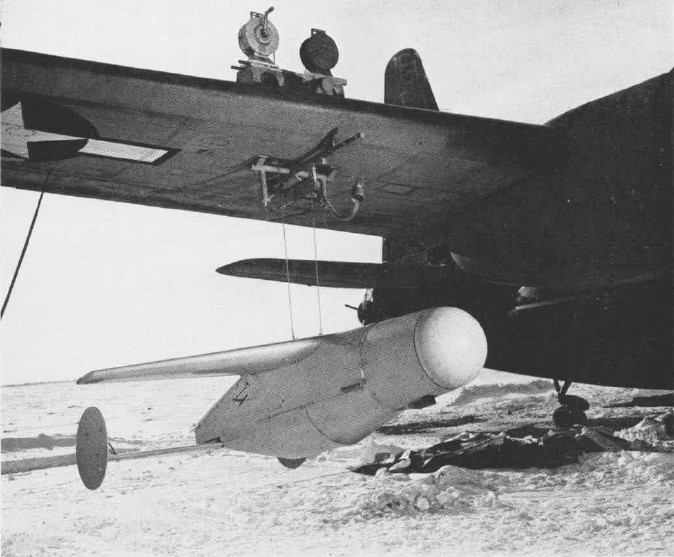
Une bombe Bat armée sur son palan.

La Bat est la version de production qui combinait la cellule NBS d'origine avec une bombe AN-M65 GP de 450 kg, la même munition de base utilisée dans la munition guidée Azon contemporaine, et le système radar actif Pelican. Gyrostabilisé avec un pilote automatique fourni par Bendix Aviation, l'élévateur de queue orientable était alimenté par de petits générateurs éoliens. Le Bureau of Ordnance en partenariat avec le Massachusetts Institute of Technology (MIT), supervisa le développement et le NBS étant chargé du développement global. Des essais en vol sont effectués à la Naval Air Ordnance Test Station de Chincoteague, en Virginie. Hugh Latimer Dryden remporta le certificat de mérite du président pour le développement de la Bat, qui « fut testée en vol par une petite unité basée à Philadelphie contre des cibles dans le New Jersey ». Alors que le NBS développait les systèmes de stabilisation aérodynamique et gyroscopique du Bat, le MIT et les laboratoires Bell travaillaient ensemble sur son mécanisme de guidage.

## Déploiement

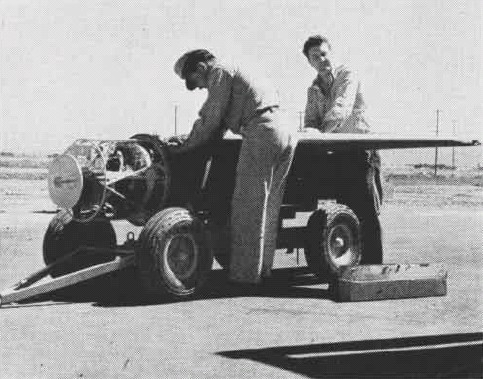
Maintenance d'une bombe autoguidée Bat montrant son radar, probablement au milieu des années 1940.

La variante anti-navire du Bat (SWOD, pour « Special Weapons Ordnance Device », Mark 9 Modification 0) entre en service en avril 1945 au large de Bornéo, largué par Consolidated PB4Y Privateers (une bombe montée sous chaque aile) à des altitudes de 15 000 à 25 000 pieds (4 600 à 7 600 mètres) à des vitesses anémométriques de 260 à 390 km/h. Plusieurs navires japonais sont coulés et le kaibokan Aguni est endommagé à une distance de 37 km, souvent considéré à tort comme ayant été coulé par un destroyer. Plusieurs Bat ont également été équipées de systèmes radar modifiés (SWOD Mark 9 modèle 1) et larguées sur des ponts tenus par les Japonais en Birmanie – les mêmes cibles que les munitions VB-1 Azon PGM à guidage MCLOS, d'une demi-tonne (bombe AN-M65 GP) – et à d'autres cibles terrestres. Le système de guidage radar pionnier du Bat était facilement confondu par le fouillis radar terrestre, en particulier contre des cibles proches du rivage. Environ un total de 2 600 missiles Bat ont été utilisés.
Après la guerre, la désignation navale ASM-N-2 lui fut appliquée.
Le Privateer était la plate-forme de lancement principale du Bat, mais d'autres avions ont également été modifiés pour permettre ce type de lancement, notamment le Vought F4U Corsair, le Curtiss SB2C Helldiver et le Grumman TBF Avenger. Le P-2 Neptune sera le principal avion post-Seconde Guerre mondiale à transporter la Bat.

## Missiles existants
La cellule d'essai NBS originale du Bat est rénovée en 2001 pour ressembler au vrai missile et est actuellement exposée au musée du National Institute of Standards and Technology, le successeur de l'ancien US National Bureau of Standards.